# One Survivor Remembers
One Survivor Remembers (englisch für: Eine Überlebende erinnert sich) ist ein US-amerikanischer Dokumentarfilm des Filmemachers Kary Antholis über das Leben von Gerda Weissmann-Klein während des Holocausts. Der Film beschreibt den Verlust ihrer Familie und ihrer Gemeinde durch den organisierten Massenmord.
Der 40-minütige Film aus dem Jahr 1995 ist eine Produktion des Kabelsenders HBO und des United States Holocaust Memorial Museum. Das Southern Poverty Law Center
nahm den Film in seine Reihe Teaching Tolerance auf.

## Auszeichnungen (Auswahl)
- 1995: Oscar als Bester Dokumentar-Kurzfilm
- 1995: Emmy in der Kategorie Primetime Emmy for Outstanding Informational Special
- 1995: CableACE Awards Beste Regie in einem Dokumentar-Spezial
- 1996: Filmfestival von Krakau Goldener Drache
- 1996: Palm Springs Internationales Filmfestival für Kurzfilme
  - Publikumspreis Beste Dokumentation
  - Preis der Jury Beste Dokumentation

Der Film wurde 2012 als besonders erhaltenswert ins National Film Registry der Nationalbibliothek Library of Congress aufgenommen, da er kulturell, historisch und ästhetisch wertvoll sei.